# Cathy Podewell
Catherine Ann Podewell (Evanston, 1964. január 26. –) amerikai színésznő. 
Leginkább a Dallas című szappanoperából, Cally Harper Ewing szerepében ismert.

## Élete és pályafutása
Evanstonban született, később a Kaliforniai Santa Barbara Egyetemen szerzett diplomát.
Színészi karrierje kezdetén, 1988-ban a Démonok éjszakája című horrorfilm szereplője volt.
Leginkább a Dallasból ismert, melyben Cally Harper Ewingot, Jockey Ewing második feleségét alakította 1988 és 1991 között. Emellett olyan sorozatokban vendégszerepelt, mint a Gyilkos sorok, a Beverly Hills 90210, Walker, a texasi kopó és a Growing Pains.
1989 óta Steven Glueck házastársa, három gyermekük született. Podewell 1995 óta nem színészkedett, hogy családjával foglalkozhasson. 2013-ban egy epizód erejéig visszatért Cally Harper Ewing szerepébe az új Dallasban.

## Filmográfia

### Film
| Év   | Magyar cím             | Eredeti cím             | Szerep        | Magyar hang  |
| ---- | ---------------------- | ----------------------- | ------------- | ------------ |
| 1988 | Démonok éjszakája      | Night of the Demons     | Judy          | Csellár Réka |
| 1989 | Tessék engem elrabolni | Beverly Hills Brats     | Tiffany       | Csere Ágnes  |
| 2014 |                        | Unmatched (rövidfilm)   | anya          |              |
| 2016 |                        | Be Here Now (rövidfilm) | anya          |              |
| 2021 |                        | Reunion from Hell       | Laurel Conner |              |

### Televízió
| Év        | Magyar cím            | Eredeti cím              | Szerep                           | Megjegyzések                               |
| --------- | --------------------- | ------------------------ | -------------------------------- | ------------------------------------------ |
| 1988      |                       | The Hogan Family         | Courtney                         | 1 epizód                                   |
| 1988      |                       | Growing Pains            | Lydia Shayne                     | 2 epizód                                   |
| 1988–1991 | Dallas                | Dallas                   | Cally Harper Ewing               | 59 epizód                                  |
| 1991      |                       | Paradise                 | Laura                            | 1 epizód                                   |
| 1991      | Földönjáró angyal     | Earth Angel              | Angela                           | - tévéfilm - magyar hangja: - Kiss Erika   |
| 1991      | Gyilkos sorok         | Murder, She Wrote        | Beth Dawson                      | 1 epizód                                   |
| 1993      | Beverly Hills 90210   | Beverly Hills, 90210     | Ginger O'Hara / Marla Crawford   | 1 epizód                                   |
| 1995      | Walker, a texasi kopó | Walker, Texas Ranger     | Audrey 'Candy Delight' Forrester | - 1 epizód - magyar hangja: - Madarász Éva |
| 2013      | Dallas                | Dallas                   | Cally Harper Ewing               | 1 epizód (Jockey Ewing utolsó dobása)      |
| 2023      |                       | The Secret That Binds Us | Sherri                           | 1 epizód                                   |

## Díjak és jelölések
- jelölés – Soap Opera Digest Awards (1991) – legjobb főműsoridős női főszereplő

## Fordítás
- Ez a szócikk részben vagy egészben  a   Cathy Podewell című angol Wikipédia-szócikk ezen változatának fordításán alapul.  Az eredeti cikk szerkesztőit annak laptörténete sorolja fel. Ez a jelzés csupán a megfogalmazás eredetét és a szerzői jogokat jelzi, nem szolgál a cikkben szereplő információk forrásmegjelöléseként.

## További információ
- Cathy Podewell az Internetes Szinkronadatbázisban (magyarul)
- Cathy Podewell az Internet Movie Database-ben (angolul)
- Cathy Podewell a Rotten Tomatoeson (angolul)